# Feder
Feder (ali fedra) je tudi slovenska popačenka za vzmet.
Feder ali Fedrus (latinsko Phaedrus), starorimski basnopisec in suženj, po rodu verjetno Tračan, * 15 pr. n. št., Pidna, Makedonija (danes Grčija), † okrog 50.
Rodil se je po lastnih besedah na ozemlju Pierije v današnji Grčiji, nakar so ga verjetno kot zelo mladega odpeljali v suženjstvo v Rim. Kasneje ga je osvobodil Gaj Avgust Oktavijan.
Imel je sitnosti zaradi svojih prvih dveh knjig (namigovanja na tedanje mogočneže). Rešili so ga prijatelji in zaščitniki (Evtih, Partikulon, Filet). Napisal naj bi 5 knjig basni, ohranilo se nam je 93 basni. V teku stoletij so verjetno krčili njegovo delo, ker naj bi bilo nemoralno. Uporablja jambski šesterec z metričnimi zamenjavami, najdaljša ohranjena basen obsega 60 verzov. V uvodu prve knjige pravi, da hoče nadaljevati Ezopovo delo v prozi, vzbujati smeh in dajati modre nasvete. Bil je izviren. Pesnikovanje mu ni prinašalo miru. Njegova brevitas nam večkrat onemogoča razumevanje nekaterih basni. Mnogo tedanjih avtorjev Fedra ne omenja (Seneka, Kvintilijan). Bil je naklonjem preprostim in zatiranim. Njegov jezik je preprost.